# Comitê Militar do Partido Trabalhista do Congo
O Comitê Militar do Partido Trabalhista do Congo  foi um comitê militar que governou brevemente o Congo entre 18 de Março de 1977 e 3 de abril de 1977.